# Bucovăț (Timiș)
Bucovăț è un comune della Romania di 1032 abitanti, ubicato nel distretto di Timiș, nella regione storica del Banato. 
Il comune è formato dall'unione di 2 villaggi: Bazoșu Nou e Bucovăț.
Bucovăț è divenuto comune autonomo all'inizio del 2008, staccandosi dal comune di Remetea Mare.